# دنبكي
دنبكي هي قرية في مقاطعة خوي، إيران. عدد سكان هذه القرية هو 175 في سنة 2006.